# Stephen Kinsey
Stephen Kinsey (Gorton, 2 gennaio 1963) è un ex calciatore inglese, di ruolo attaccante.

## Carriera

### Club
Kinsey cominciò la carriera con la maglia del Manchester City, per cui giocò dal 1980 al 1987 (fatta eccezione per due prestiti al Chesterfield e al Chester City). Nel 1988, si trasferì agli statunitensi dei Fort Lauderdale Strikers. In seguito, giocò per i Tampa Bay Rowdies e per il Rochdale. Si trasferì poi agli scozzesi del St. Mirren, prima di accordarsi con i norvegesi del Molde. Esordì nell'Eliteserien il 22 agosto 1993, trovando la via del gol nel successo per 1-0 contro lo Start.

### Nazionale
Nel 1981 ha partecipato ai Mondiali Under-20.